# التدريب المعلق

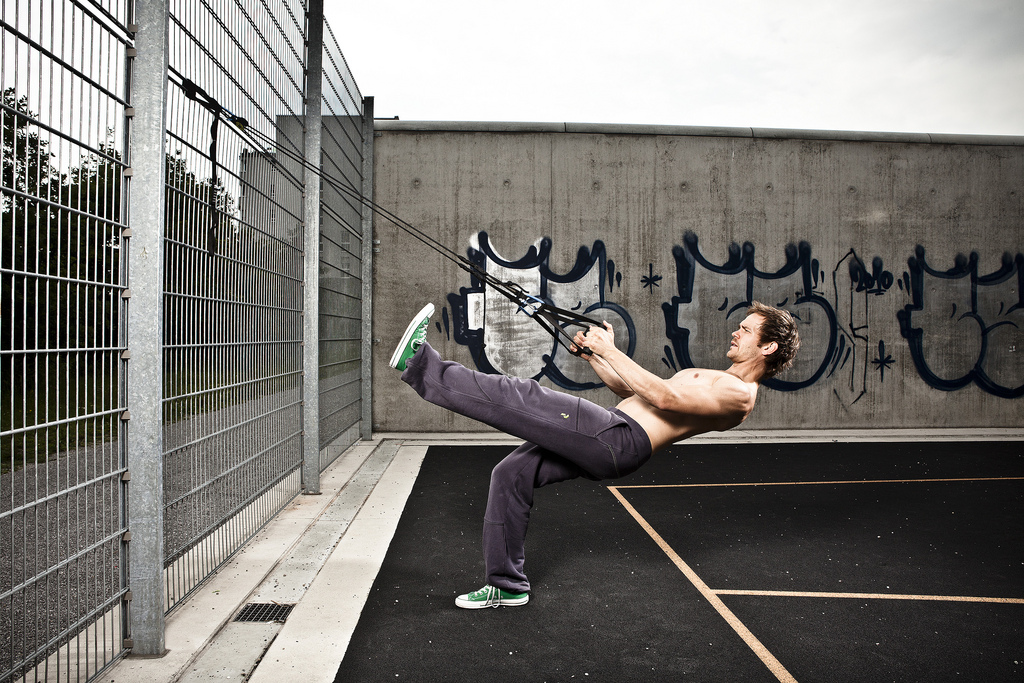
تمرين خارجي بحبل التمرين

التدريب المعلق مصطلح يشير إلى طريقة أو منهج لتدريبات القوة التي تستخدم نظام الحبال وحزام يسمى «المدرب المعلق (بالإنجليزية: suspension trainer)‏» للسماح للمتمرنين بالتمرن باستخدام وزن الجسم.

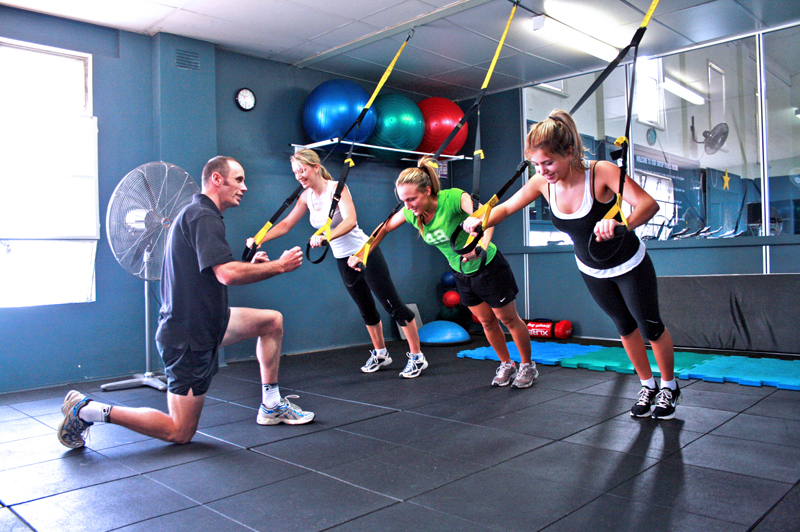
مجموعة متدربين بالحبال

التدريب المعلق هو شكل من أشكال المقاومة ويتضمن تمارين الجسم المتنوعة متعددة المستويات. تتم بهدف تنمية القوة الجسدية، والتوازن والمرونة والاستقرار في وقت واحد. التدريب المعلق يطور القوة البدنية أثناء استخدام الحركات الوظيفية والأوضاع الحيوية.

## التاريخ
التمرين بالحبال بدأ تقريبا في بدايات القرن التاسع عشر الميلادي 1800م.
طور راندي هتريك أحد أعضاء البحرية الأمريكية وحاصل على شهادة ماجستير إدارة الأعمال من جامعة ستانفورد، نوعا من الحبال يطلق عليه TRX في بداية التسعينات الميلادية 1990م وبدأ تسويقه في عام 2005م. 
«كرت داسباتش» "Kurt Dasbach"، وهو لاعب كرة قدم محترف سابق في شيلي، اكتشف نظام تكييف الأنديز القديمة التي تستخدم الحبال حينما كان يلعب في أمريكا الجنوبية وطور منتج منافس، "Inkaflexx"، في نفس الوقت تقريبا.
في عام 2008، قام مدرب اللياقة في نادي بريستول سيتي بتطوير نظام الحزامين. في عام 2009 كتب فابيو مارتيلا MMA التدريب وهو أول دليل لتقنيات TRX في إيطاليا. وفي ألمانيا يوجد بديل آخر هو  aeroSling ELITE.

## الإيجابيات والسلبيات
يقول مؤيدو التدريب المعلق أنه يطور قوة الجسم الأساسية، وكذلك الاستقرار في المفاصل والعضلات، مما يقلل من فرصة الإصابة. وقد أعرب بعض علماء الرياضة[من؟] عن قلقهم أنه بعدم الاستقرار أو الأعضاء الذين يعانون من العامود الفقري قد لا يكون النظام آمن وفعال.